# Esther Williams
Esther Jane Williams (n. 8 august 1921, Inglewood, California, SUA – d. 6 iunie 2013, Los Angeles, California, SUA) a fost o înotătoare de performanță și actriță de filme a MGM, cel mai cunoscută pentru filmele sale muzicale în care a interpretat elaborate performanțe de înot și sărituri în apă.

## Filmografie
- 1942 – Andy Hardy's Double Life
- 1943 – A Guy Named Joe
- 1944 – Bathing Beauty
- 1945 – Thrill of a Romance
- 1946 – Ziegfeld Follies
- 1946 – The Hoodlum Saint
- 1946 – Easy to Wed
- 1946 – Till the Clouds Roll By
- 1947 Fiesta, regia Richard Thorpe
- 1947 – This Time for Keeps
- 1948 – On an Island with You
- 1949 – Take Me Out to the Ball Game
- 1949 – Neptune's Daughter
- 1950 – Duchess of Idaho
- 1950 – Pagan Love Song
- 1951 – Texas Carnival
- 1951 – Callaway Went Thataway
- 1952 – Skirts Ahoy!
- 1952 – Million Dollar Mermaid
- 1953 – Dangerous When Wet
- 1953 – Easy to Love
- 1955 – Jupiter's Darling
- 1956 – The Unguarded Moment
- 1958 – Raw Wind in Eden
- 1961 – The Big Show
- 1963 – Magic Fountain
- 1994 – That's Entertainment! III

### Filme scurte
- 1942 – Personalities
- 1942 – Inflation
- 1949 – Some of the Best (1949)
- 1955 – 1955 Motion Picture Theatre Celebration
- 1956 – Screen Snapshots: Hollywood, City of Stars